# Nixon (film)
Pour les articles homonymes, voir Nixon.
Pour plus de détails, voir Fiche technique et Distribution.
Nixon est un film américain réalisé par Oliver Stone et sorti en 1995. Il s'agit d'un film biographique sur l'ancien président Richard Nixon. Il est interprété par Anthony Hopkins, alors que Joan Allen incarne sa femme Pat Ryan.
Le film couvre tous les aspects de la vie du 37e président des États-Unis, de son enfance à Whittier en Californie à la rencontre avec sa femme Pat Ryan. Nixon revient également sur le scandale du Watergate et ses conséquences.

## Synopsis
En 1972, des hommes sont arrêtés dans le bâtiment du Watergate où le parti démocrate a des bureaux. Le scandale qui en découle remonte jusqu'au président des États-Unis Richard Nixon. Quelques mois plus tard, en décembre 1973, Alexander Haig, chef de cabinet de la Maison-Blanche, lui apporte des cassettes audio. Les deux hommes discutent du scandale du Watergate et du chaos qui en résulte.
En réécoutant certaines bandes, Richard Nixon se remémore de nombreux passages de sa vie et de sa carrière politique. Il revoit sa défaite contre John F. Kennedy lors de l'élection présidentielle de 1960 ou celle face à Pat Brown au poste de gouverneur de Californie en 1962. Alors qu'il annonce après cela sa retraite, il reviendra au plus haut quelques années plus tard lors de l'élection présidentielle de 1968.
Dans les moments difficiles, le président se souvient également de son enfance à Whittier en Californie et la mort de deux de ses frères en raison de la tuberculose, ainsi que sa scolarité au Whittier College. Il repense à sa mère, très religieuse, qu'il présente comme « une sainte ». Sa présidence est très marquée par la guerre du Viêt Nam et par l'opposition qu'elle déclenche sur le sol américain, notamment auprès de la jeunesse. Ces manifestations prendront un tournant dramatique lors de la fusillade de l'université d'État de Kent en mai 1970. En 1971, il est également impliqué dans les Pentagon Papers par The New York Times puis The Washington Post. Richard Nixon tentera par ailleurs durant son mandat d'améliorer les relations avec la Chine et l'URSS, en rencontrant personnellement Mao Zedong en 1972 ainsi que Léonid Brejnev en 1973. Durant ces moments difficiles, Richard Nixon peut compter sur le soutien, parfois fluctuant de sa femme, Pat, ainsi que celui de ses filles (Tricia et Julie). Le président est aussi épaulé par de proches conseillers : Henry Kissinger, John Ehrlichman ou encore H. R. Haldeman.
Secoué par le scandale du Watergate, Nixon finit par démissionner en août 1974 et quitte la Maison-Blanche en hélicoptère. Au début du générique de fin figurent des séquences originales de son enterrement national à Yorba Linda, sa ville de naissance, auquel assistent tous les anciens présidents américains encore en vie à l'époque (Gerald Ford, Jimmy Carter, Ronald Reagan, George H. W. Bush).

## Fiche technique

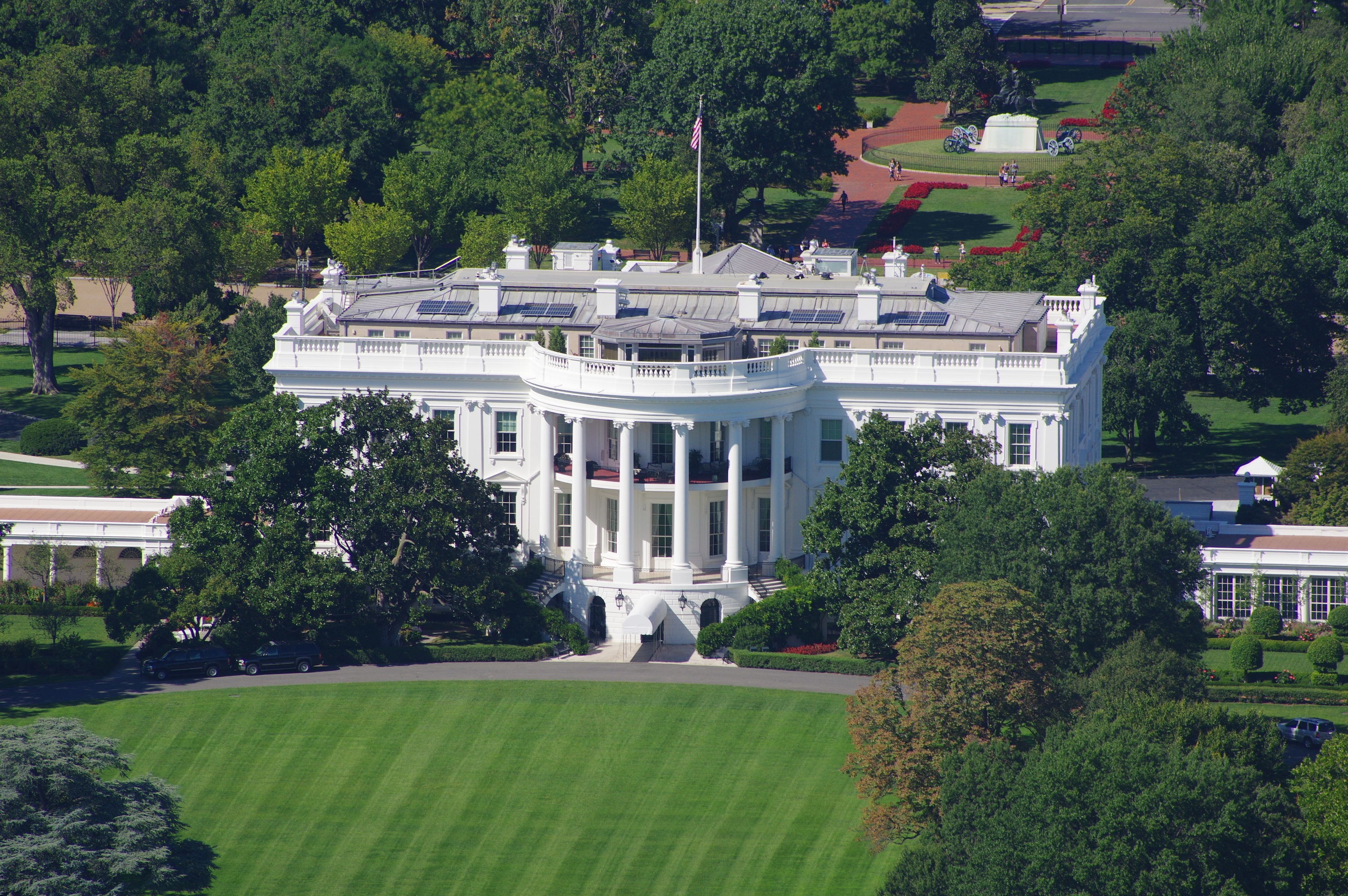
La Maison-Blanche

- Titre original et français : Nixon
- Réalisation : Oliver Stone
- Scénario : Stephen J. Rivele, Christopher Wilkinson et Oliver Stone
- Musique : John Williams
- Photographie : Robert Richardson
- Montage : Brian Berdan et Hank Corwin
- Décors : Victor Kempster
- Costumes : Richard Hornung
- Production : Oliver Stone, Clayton Townsend et Andrew G. Vajna
  - Coproducteur : Dan Halsted, Eric Hamburg
  - Producteur associé : Richard Rutowski
- Sociétés de production : Cinergi Pictures, Hollywood Pictures et Illusion Entertainment
- Distribution : Buena Vista Pictures (États-Unis), UGC Fox Distribution (France)
- Budget : 44 000 000 $[1]
- Format : couleur et noir et blanc - 35 mm (Panavision) - 2,35:1 - son Dolby stéréo
- Langues originales : anglais, mandarin, russe
- Genre : drame biographique et historique
- Durée : 183 minutes, 212 minutes (version director's cut)
- Dates de sortie[2] :
  - États-Unis : 20 décembre 1995
  - France, Belgique : 20 mars 1996

## Distribution
- Anthony Hopkins (VF : André Falcon ; VQ : Michel Dumont) : Richard Nixon
- Joan Allen (VF : Perrette Pradier ; VQ : Anne Caron) : Pat Nixon
- Powers Boothe (VF : Jean Barney ; VQ : Mario Desmarais) : Alexander Haig
- Ed Harris (VF : Jean-Luc Kayser ; VQ : Éric Gaudry) : E. Howard Hunt
- Bob Hoskins (VF : Michel Fortin ; VQ : Ronald France) : J. Edgar Hoover
- Paul Sorvino (VF : Jean Lescot ; VQ : Jean Fontaine) : Henry Kissinger
- Mary Steenburgen (VQ : Élizabeth Lesieur) : Hannah Nixon (en)
- J. T. Walsh (VF : Jacques Frantz ; VQ : André Montmorency) : John Ehrlichman
- James Woods (VF : Patrick Poivey ; VQ : Jean-Luc Montminy) : H. R. Haldeman
- Kevin Dunn (VF : Joël Zaffarano) : Charles Colson
- Annabeth Gish : Julie Nixon
- Tony Goldwyn (VF : Éric Herson-Macarel ; VQ : Cédric Noël) : Harold Nixon
- Larry Hagman (VF : Dominique Paturel) : Jack Jones
- John C. McGinley : Earl
- Marley Shelton : Tricia Nixon Cox (en)
- Saul Rubinek (VF : Michel Mella ; VQ : Marc Bellier) : Herb Klein
- David Hyde Pierce (VF : Bernard Gabay ; VQ : Carl Béchard) : John Dean
- Fyvush Finkel (VF : Jean Michaud) : Murray Chotiner
- Brian Bedford (VF : Jean-Pierre Leroux) : Clyde Tolson
- Tom Bower : Frank Nixon
- Tony Plana : Manolo Sanchez
- Richard Fancy : Melvin Laird
- James Karen : William P. Rogers
- Sean Stone : Donald Nixon (en)
- John Diehl : G. Gordon Liddy
- Robert Beltran : Frank Sturgis
- John Bedford Lloyd : l'homme de Cuba
- E. G. Marshall : John Mitchell
- Madeline Kahn : Martha Mitchell
- David Paymer (VF : Yves Beneyton ; VQ : Luis de Cespedes) : Ron Ziegler
- Tony Lo Bianco : John Roselli
- George Plimpton : l'avocat de Nixon
- Edward Herrmann : Nelson Rockefeller
- Dan Hedaya : Trini Cardoza[3]
- Bridgette Wilson : Sandy
- Ric Young : Mao Zedong
- Boris Sichkin : Léonid Brejnev
- Sam Waterston : Richard Helms (version director's cut uniquement)

## Production

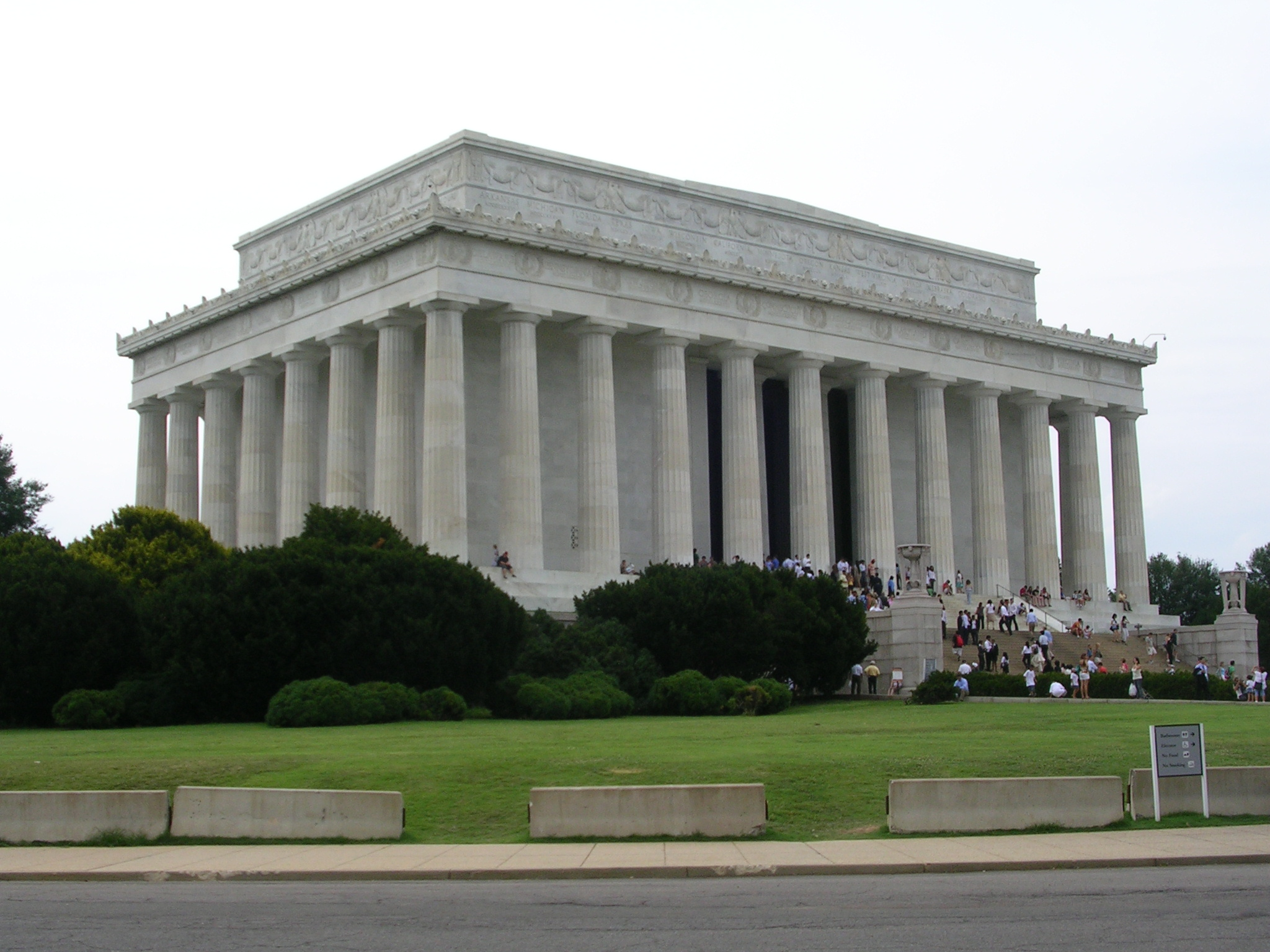
Le Lincoln Memorial ou se situe une scène majeure du film : la confrontation entre le président venu se recueillir devant la statue de Lincoln avec des jeunes membres de la contestation contre la Guerre du Viêt Nam.

### Genèse du projet
Eric Hamburg, auteur de discours pour la United States House Committee on Foreign Affairs (en), lance l'idée d'un film sur Richard Nixon lors d'un diner avec Oliver Stone. À cette époque, le réalisateur est impliqué sur Evita et sur un projet sur le dictateur panaméen Manuel Noriega. Alan Parker réalise le premier alors qu'Oliver Stone abandonne finalement le second. Il se concentre alors sur le projet, conforté par le fait que Richard Nixon est décédé quelque temps auparavant. Il propose alors le film à Warner Bros., mais le studio n'est pas intéressé par le projet.
L'écriture du script débute dès 1993, lorsqu'Eric Hamburg présente le projet au scénariste Stephen J. Rivele. Ils voulaient y incorporer tous les méfaits du politicien, autant ceux qui étaient connus que ceux qui étaient spéculatifs. En novembre 1993, Stephen J. Rivele écrit donc un premier jet, avec l'aide de Christopher Wilkinson. Ils créent le concept d'une « Bête », une métaphore sur les forces sombres qui ont conduit aux assassinats de John Fitzgerald Kennedy, Robert Kennedy, Martin Luther King ou encore à la guerre du Viêt Nam. Cette bête mène Nixon au pouvoir, mais provoquera également sa chute. C'est ce concept qui séduit Oliver Stone :

« Je vois en la Bête l'essence d'un Système ... qui rabaisse l'individu ... c'est un Système de contrôles et d'équilibres qui se chassent : 1) le pouvoir de l'argent et les marchés ; 2) le pouvoir d'état, pouvoir gouvernemental ; 3) le pouvoir des entreprises, qui est probablement plus grand que le pouvoir de l'état ; 4) le processus politique, ou l'élection par l'argent (...) ; et 5) les médias, qui protègent surtout le statu quo et leurs intérêts. »

— Oliver Stone
Le scénario est retravaillé à l'automne 1993. Mais Oliver Stone n'est pas convaincu par le 3e acte et la fin, qu'il décide de retravailler. Le cinéaste hésitait alors toujours entre le biopic sur Nixon et Evita. La mort de Richard Nixon en avril 1994 firent passer le projet en priorité.
Peu avant le tournage, Oliver Stone s'immerge totalement dans le projet et se documente énormément. Il se rend également à Washington, D.C. pour rencontrer des personnes du « cercle » de Nixon : son avocat Leonard Garment ou encore le procureur général Elliot Richardson. Il interviewe également Robert McNamara, secrétaire de la Défense sous les présidences de Kennedy et Lyndon B. Johnson, ainsi qu'Alexander Butterfield, pour décrire en détail le bureau ovale. Les conseillers politiques John Dean et John Sears sont également consultés, pour vérifier la véracité des éléments du script.

### Attribution des rôles
Le studio n'était pas très favorable à Anthony Hopkins pour le rôle-titre. Il préférait Jack Nicholson et Tom Hanks, les premiers choix d'Oliver Stone. Ce dernier avait également envisagé Gene Hackman, Robin Williams, Gary Oldman ou encore Tommy Lee Jones. Il a également rencontré Warren Beatty, mais l'acteur voulait remanier de manière trop importante le script. Oliver Stone est cependant séduit par les performances d'Anthony Hopkins dans Les Vestiges du jour et Les Ombres du cœur. Pour mieux camper son personnage, l'acteur gallois a visionné une bonne partie des discours de Nixon.
Le rôle de Pat Nixon est proposé à Meryl Streep. Joan Allen était attachée au projet lorsque Warren Beatty demanda à faire une lecture du script avec une actrice. Après le départ de Warren Beatty, Joan Allen conserve finalement le rôle.
James Woods, qui avait travaillé avec Oliver Stone sur Salvador (1986), lui demande d'avoir le rôle de H. R. Haldeman, initialement prévu pour Ed Harris. Ce dernier reprend finalement le rôle de Howard Hunt.

### Tournage
Le tournage débute le 1er mai 1995 et se déroule jusqu'en juillet. Le tournage a principalement lieu en Californie (Culver City, Long Beach, Beverly Hills, Riverside, Redlands, Arcadia et Santa Monica) ainsi qu'à Washington DC.

### Musique
La musique du film est composée par John Williams. Il s'agit de sa 3e collaboration avec le cinéaste après Né un 4 juillet (1989) et JFK (1991).
| 1.  | The 1960s: The Turbulent Years                                                | 5:01 |
| 2.  | Main Title... The White House Gate                                            | 4:15 |
| 3.  | Growing Up in Whittier                                                        | 2:40 |
| 4.  | The Ellsburg Break-in and Watergate                                           | 2:40 |
| 5.  | Love Field: Dallas, November 1963                                             | 4:51 |
| 6.  | Losing a Brother                                                              | 3:17 |
| 7.  | The Battle Hymn of the Republic (écrit par Julia Ward Howe et William Steffe) | 1:03 |
| 8.  | Making a Comeback                                                             | 2:20 |
| 9.  | Track 2 and the Bay of Pigs                                                   | 4:46 |
| 10. | The Miami Convention, 1968                                                    | 3:18 |
| 11. | The Meeting with Mao                                                          | 3:09 |
| 12. | "I Am That Sacrifice"                                                         | 4:49 |
| 13. | The Farewell Scene                                                            | 5:00 |

## Accueil
Le film reçoit des critiques globalement positives. Sur l'agrégateur américain Rotten Tomatoes, il récolte 75% d'opinions favorables pour 63 critiques et une note moyenne de 6,8⁄10. Le consensus du site résume les critiques compilées : « Tout comme le mandat de son sujet-titre, Nixon aurait peut-être du finir plus tôt – mais ce qui reste est un regard captivant et bien interprété sur l'ascension et la chute d'une personnalité politique fascinante ». Sur Metacritic, il obtient une note moyenne de 66⁄100 pour 22 critiques.
Le film ne rapporta que 14 millions USD au box-office américain, mais fut favorablement accueilli par de nombreuses critiques. En France, le film ne totalise que 50 034 entrées. Dans le monde, le film totalisera 34 681 765 $ de recettes pour un budget de 44 000 000 $.

## Distinctions principales

### Récompenses
Boston Society of Film Critics Awards 1995
- meilleure actrice dans un second rôle pour Joan Allen[14]

Chicago Film Critics Association Awards 1996
- meilleur réalisateur pour Oliver Stone
- meilleure actrice dans un second rôle pour Joan Allen

Kansas City Film Critics Circle Awards 1996
- meilleure actrice dans un second rôle pour Joan Allen

### Nominations
Oscars 1996
- meilleur acteur pour Anthony Hopkins
- meilleure actrice dans un second rôle pour Joan Allen
- meilleure musique de film pour John Williams
- meilleur scénario original pour Stephen J. Rivele, Christopher Wilkinson et Oliver Stone

BAFTA 1996
- meilleure actrice dans un second rôle pour Joan Allen

Golden Globes 1996
- meilleur acteur dans un film dramatique pour Anthony Hopkins

Chicago Film Critics Association Awards 1996
- meilleur acteur pour Anthony Hopkins
- meilleur film

## Commentaire
(janvier 2023).
- Si vous ne connaissez pas le sujet, laissez ce bandeau (vous pouvez alors contacter les auteurs).
- Si vous supprimez le contenu mis en cause (vous pouvez préalablement contacter les auteurs),

argumentez précisément cette suppression dans la page de discussion
(un manque de référence n'est pas un argument ; une recherche réelle de référence doit avoir été effectuée, être formellement documentée).
Nixon est sans doute l'œuvre la plus surprenante d'Oliver Stone. En effet, réputé homme de gauche, le réalisateur dresse dans ce film un portrait tout en nuance, et même favorable à Richard Nixon. À la fin du film, il souligne qu'il fut le premier président américain à baisser le budget de la défense depuis trente ans, et que sans sa démission, il n'est pas sûr que le Viêt Nam communiste eût réussi à envahir le Viêt Nam du sud, ni les Khmers rouges à saigner le Cambodge.
Le film évoque Le penchant de Nixon (et de sa femme) pour l'alcool est clairement suggéré dans le film ainsi que la dépendance aux médicaments à laquelle il a dû faire face lors de ses années à la présidence des États-Unis. Les grands succès diplomatiques de Nixon et Kissinger vis-à-vis de la Chine et de l'Union Soviétique, plaçant les États-Unis comme arbitre entre ces deux ennemis sont bien soulignés. Nixon reste persuadé que l'élite intellectuelle de la Côte Est ne l'a jamais accepté comme président, à cause de ses origines sociales modestes : en effet, l'obsession de Nixon vis à vis de John Kennedy est clairement montrée il croit que Ted Kennedy est l'homme orchestre d'un complot contre lui dans l'affaire Watergate ; d'autre part, le soir de sa démission, errant devant les galeries des présidents à la Maison-Blanche, il s'attarde devant celui de John Kennedy et murmure : « quand les gens te voient, ils rêvent d'être ce que tu es, mais quand ils me voient, ils se voient comme ils sont ! ». Cette réflexion, ainsi que le comportement de Nixon qui se défausse de ses responsabilités sur ses collaborateurs, donne au Président la dimension d'un personnage shakespearien. La personnalité de Kissinger se démarque bien du reste de l'entourage de Nixon en montrant qu'il n'est pas mêlé aux intrigues de ceux-ci.

## Versiondirector's cut
Une version « montage du réalisateur » (director's cut), rallongée de 28 minutes, est sortie en DVD et Blu-ray en août 2008 aux États-Unis. Principalement trois scènes coupées ont été rajoutées : une dans laquelle Nixon rencontre le directeur de la CIA Richard Helms (interprété par Sam Waterston) ; une autre se déroulant au mariage de Tricia Nixon durant laquelle J. Edgar Hoover tente de convaincre Nixon d'installer un système d'écoute dans le bureau ovale, une troisième dans un conseil des ministres ou Nixon était très furieux et où il blâmait tous ceux qui parlaient à la presse.
Les passages rajoutés ne sont pas doublés en français.

## Clins d’œil
La scène à l'hippodrome de Santa Anita entre Anthony Hopkins et Bob Hoskins rappelle une autre scène tournée au même endroit dans le film JFK entre Kevin Costner et Jack Lemmon.
Par ailleurs, on peut voit un clin d'œil à la série Dallas : le riche et machiavélique pétrolier texan qui finance l'élection de Nixon est interprété par Larry Hagman, alias J. R. Ewing.

## Commentaire
Le film est dédié à la mémoire Louis Stone (1910-1995), le père du cinéaste.